# Fladbrød
Fladbrød er brød lavet af mel, vand og salt. Dejen er rullet fladt ud og bagt eller stegt. Mange fladbrød er usyrede, men nogle er lidt syrnet, eksempelvis pitabrød.
Fladbrød kan laves på mange måder og af mange ingredienser som hakket løg, jalapeños, kokosnødder, rosiner, blåbær, solsikkefrø, nødder, chili pulver, karry, spidskommen eller sort peber. Som væske kan udover vand tilsættes olivenolie, sesamolie, mælk eller yoghurt. Tykkelsen kan variere fra under en mm til nogle få cm. De kan bages i en ovn, steges i varm olie, grilles over varmt kul eller steges på en pande. De kan enten spises friske eller fryses.

## Historie
I 2018 blev der fundet forkullede brødkrummer i det natufianske bosted "Shubayqa 1" i Jordan, som kan dateres til 12.400 f.Kr. Det er ca. 4000 år før landbruget i regionen. Analyser viste, at krummerne sandsynligvis var fra fladbrød af vild byg, enkorn hvede, havre og kogleaks.  

## Liste over fladbrød

### Europa
- Bannock (Skotland)
- Bolo do caco (Madeira, Portugal)
- Borlengo (Italien)
- Farl (Irland og Skotland)
- Flammkuchen / Tarte flambée (Alsace): Tyndt brøddej rullet ud i en cirkel eller et rektangel og dækket med løg og lardons
- Flatbrød (Norge): bygmel, salt og vand eller kartoffel, mel og salt, eller ærter mel og salt.
- Flatkaka (Island): Rye Flatbread
- Focaccia (Italien)
- Ftira (Malta)
- Hoggan (Cornwall): Lavet af bygmel, der indeholder stykker svinekød og kartoffel
- Lagana (Grækenland)
- Lepinja (Serbien)
- Lepyoshka (Rusland)
- Pita (Ungarn)
- Lavash (Armenien)
- Lefse (Norge)
- Matnakash (Armenien)
- Opłatek (Polen)
- Pane carasau (Sardinien)
- Piadina (Italien): hvidt mel, svinefedt (eller olivenolie), salt og vand
- Pita (Grækenland)
- Pită / Lipie (Rumænien)
- Pissaladière (Frankrig)
- Pizza (Italien)
- Podpłomyk (Polen)
- Pogača (Balkan og Tyrkiet)
- Posúch (Slovakiet)
- Părlenka (Bulgarien)
- Rieska (Finland)
- Shotis Puri (Georgien)
- Somun og Lepina (Bosnien-Hercegovina) [3] [4]
- Spianata Sarda (Sardinien)
- Staffordshire havrekage (England)
- Tigella (Italien)
- Tonis Puri (Georgien)
- Torta (Spanien)
- Torta al testo (Umbrien , Italien)
- Torta de Gazpacho (Spanien)
- Tunnbröd (Sverige): enhver kombination af hvede, byg og rug

### Mellemøsten og Afrika
- Barbari (Iran)
- Bataw (Egypten)
- Bazlama (Tyrkiet): Lavet af hvedemel, vand og salt
- Eish merahrah (Egypten): lavet med 5-10% frøhornsfrø og majs
- Gözleme (Tyrkiet)
- Gurassa Arkiveret 4. juli 2017 hos  Wayback Machine (Sudan)
- Harsha (Marokko)
- Injera (Afrikas Horn)
- Khebz (Levant)
- Khubz (Arabiske Halvø)
- Lahoh (nordlige Somalia, Djibouti, Yemen)
- Muufo (Somalia)
- Malooga (Yemen): vand, gær, salt og mel
- M'lawi (Tunesien): vand, olivenolie, semolina og mel
- Chapati (swahili kysten, Uganda)
- Markook (Levant)
- Matzo (Israel): hvidt almindeligt mel og vand
- Murr (Israel)
- Ngome (Mali): hirse, vand og vegetabilsk olie
- Pita (Østlige Middelhavet, Tyrkiet og Mellemøsten)
- Sangak (iran)
- Taftan (Iran)
- Khubz Asmr (Saudi Arabien) (Arabiske Halvø): Lavet af fuldkornsmel, gær og salt
- Yufka (Tyrkiet): hvedemel, vand og salt

### Asien
- Afghansk brød eller "nan" (Afghanistan)
- Aloo Paratha (Indien og Pakistan)
- Akki Rotti (Indien)
- Bakarkhani (indisk subkontinent)
- Bhakri (Indien): lavet med vand og hirse
- Bhatura (indisk subkontinent): lavet med hvidt mel, yoghurt, ghee (eller olie) og gær
- Bing (Kina)
- Bolani (Afghanistan)
- Piaya (Filippinerne)
- Bánh (Vietnam)
- Chapati (indisk subkontinent): lavet af atta mel (fuldkorn durum hvede), vand og salt
- Chili Parotha (Indien)
- Chikkolee (Indien)
- Dhebra (Indien)
- Gobi paratha (Indien og Pakistan)
- Jolada Rotti (Indien)
- Obi Non (Afghanistan og Usbekistan)
- Poli (Indien): Lavet af fuldkornsmel, vand og salt. Det er et foldet og lagdelt rundt flade brød.
- Phulka (indisk subkontinent): lavet af fuldkornsmel, vand og salt.
- Paratha (indisk subkontinent)
- Parotta (Indien og Sri Lanka)
- Kaak (Pakistan)
- Kachori (indisk subkontinent)
- Khanom buang (Thailand): rismel
- Kothu parotta (Indien)
- Kulcha (indisk subkontinent)
- Laobing (Kina)
- Makki di roti (Indien og Pakistan)
- Mughlai paratha (Indien og Bangladesh)
- Pathiri (Indien): En traditionel roti, der stammer fra Malabar-køkkenet.
- Luchi (Indien og Bangladesh): fint maida mel med vand og en skefuld ghee
- Naan (indisk subkontinent og Centralasien): syrnet med gær, i modsætning til Roti brød
- Pol Roti (Sri Lanka): Lavet af skrabet kokosnød og hvedemel eller Kurakkan mel med grøn chili og løg
- Puri (indisk subkontinent): Atta mel og salt
- Ragi Rotti (Indien)
- Roast paan (Sri Lanka)
- Roti (indisk subkontinent)
- Roti prata (Singapore)
- Roti canai (Malaysia og Indonesien
- Rumali Roti (indisk subkontinent)
- Sanchuisanda (Kina)
- Sheermal (indisk subkontinent og Iran)
- Shelpek (Kasakhstan)
- Tapansha, Taba nan (Kasakhstan)
- Taftan (indisk subkontinent og Iran)
- Tandoor-nan (Centralasien)

### Amerika
- Arepa (Colombia , Venezuela): usyret og lavet af majsmel
- Bammy (Jamaica): lavet af revet cassava rod eller cassava mel og salt
- Beiju (Brasilien): lavet af tapioka
- Casabe (Sydamerika , Caribien): lavet af bitter cassava rod
- Frybread (USA)
- Native American Flatbread (Nordamerika): Lavet af majsmel i en traditionel stil af tidlige indianere.
- Pan de Semita (Mexico)
- Pupusa
- Johnnycake (Nordamerika og Caribien)
- Tortilla (Mexico , Central- og Sydamerika)
- Tortilla de Rescoldo (Chile): hvedemelbaseret brød, traditionelt bagt i et bål